# Emilio Savonanzi

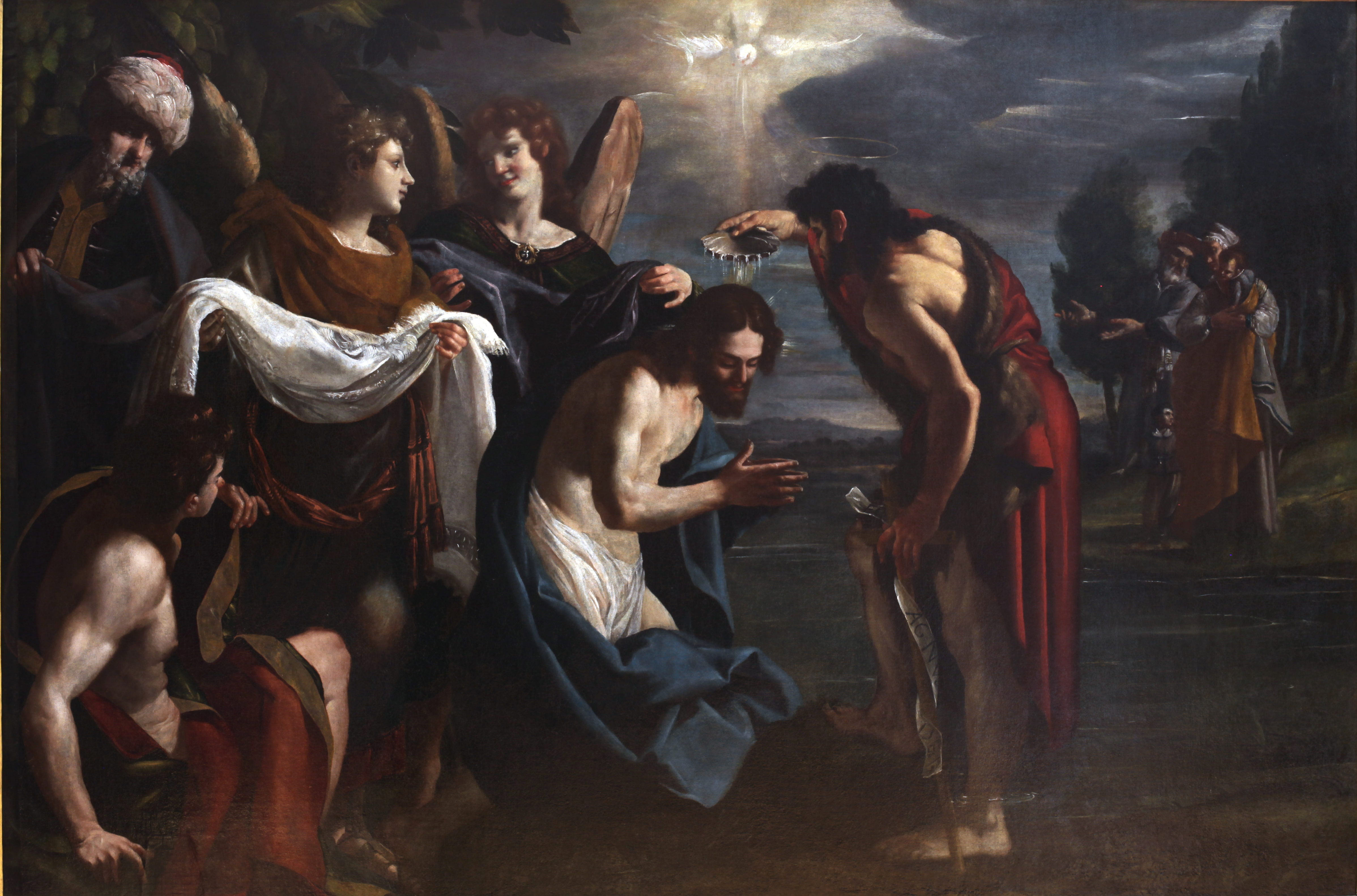
Le Baptême du Christ, musée des beaux-arts de Lyon.

Emilio Savonanzi, surnommé « il Reniano » (Bologne 1580 - Camerino, 1666) est un peintre italien de la période baroque, actif principalement dans et autour de sa ville natale. Il a été formé par Guido Reni, d'où son surnom.
Luigi Lanzi le décrit comme érudit, éclectique, riche et itinérant, mais n'ayant pas utilisé ses connaissances pour atteindre l'excellence.

## Œuvres
- Scène de la vie de sainte Lucie,fresque, église de San Martino, Anatoglia.
- Scènes de la Vie de la Vierge, fresque, église Santa Maria della Grazia, Camerino,
- Déposition, Accademia Carrara, Bergame[3],
- Le Baptême du Christ, musée des beaux-arts de Lyon, inv. no A 68